# روبرت ويب
روبرت ويب (بالإنجليزية: Robert Webb)‏ (و. 1972 – م) هو ممثل تلفزيوني، وممثل أفلام، وممثل، وممثل هزلي، وكاتب من المملكة المتحدة . ولد في بوسطن .

## التعليم
تعلم في Robinson College, Cambridge ‏

## روابط خارجية
- روبرت ويب على موقع IMDb (الإنجليزية)
- روبرت ويب على موقع ألو سيني (الفرنسية)
- روبرت ويب على موقع ميوزك برينز (الإنجليزية)
- روبرت ويب على موقع أول موفي (الإنجليزية)
- روبرت ويب على موقع إن إن دي بي (الإنجليزية)
- روبرت ويب على موقع ديسكوغز (الإنجليزية)
- روبرت ويب على موقع قاعدة بيانات الفيلم (الإنجليزية)
- روبرت ويب على موقع كينوبويسك (الروسية)